# Kamionna (Petite-Pologne)
Pour les articles homonymes, voir Kamionna.
Kamionna est une localité polonaise de la gmina de Trzciana, située dans le powiat de Bochnia en voïvodie de Petite-Pologne.